# Gheorghe Negrea
Gheorghe Negrea (Sibiu, 21 aprile 1934 – Bucarest, 2001) è stato un pugile rumeno.

## Palmarès

### Olimpiadi
- 1 medaglia:
  - 1 argento (Melbourne 1956 nei pesi mediomassimi)

### Europei dilettanti
- 3 medaglie:
  - 1 oro (Praga 1957 nei pesi mediomassimi)
  - 2 argenti (Lucerna 1959 nei pesi mediomassimi; Belgrado 1961 nei pesi mediomassimi)